# Nanomédecin
Un nanomédecin est un nanorobot assez petit pour entrer dans un corps humain et le soigner en éliminant directement tous les microbes ou virus. Les nanomédecins sont, pour l'instant, encore en développement, ce qui explique pourquoi il n'y a que très peu d'informations disponibles à ce sujet. Un nanomédecin peut aussi être appelé un nanodocteur .